# Bobby Jaspar
Pour les articles homonymes, voir Jaspar.
Robert Jaspar dit Bobby Jaspar, né le 20 février 1926 à Liège et mort le 4 mars 1963 à New York, est un saxophoniste et flûtiste belge.

## Biographie
Bobby Jaspar est né au no 44 de la rue du Vieux Mayeur dans le quartier de Fragnée. Une plaque commémorative rappelle cet événement. Sa maison natale, la Maison Jaspar, avait été construite en 1906 par son grand-oncle, l'architecte Paul Jaspar, en style Art nouveau.
Musicien de jazz, il jouait principalement du saxophone ténor, ainsi que de la flûte traversière. Son son spécialement travaillé a été quasi l'exemple qui fut donné à Stan Getz[pas clair].
Entre 1958 et 1960, il collabore à New York aux quintettes de Jay Jay Johnson et de Donald Byrd ou encore enregistre avec Barry Galbraith, Toshiko Akiyoshi, Wynton Kelly, Milt Jackson... 
Rentré en Europe en 1961, Bobby Jaspar, entre la Belgique et Paris, mêle son talent à ceux de Roger Guérin, René Urtreger, René Thomas, Kenny Clarke, Jimmy Gourley ou Chet Baker, ou encore Jacques David.
Avec notamment le saxophoniste Jacques Pelzer, le pianiste Francy Boland,  ou encore le vibraphoniste Sadi, il participe à l'ensemble jazz The Bob Shots. 
Malade, victime d'une crise cardiaque, il est opéré le 28 février 1963 avant de mourir après plusieurs jours d'hospitalisation le 4 mars à l'hôpital Bellevue de New York. À l'initiative de Jean-Marie Peterken, un concert de bienfaisance est organisé pour permettre de rapatrier son corps au pays. 
Il est inhumé au cimetière de Robermont le 14 mars de la même année,.

## Discographie sélective
- 1955 : Modern jazz au club St-Germain
- 1955 : Blossom Dearie plays April in Paris, de Blossom Dearie (1956)